# Santuario de Nuestra Señora de Casbas
El Santuario de Nuestra Señora de Casbas también conocido como Ermita de Nuestra Señora de Casbas se levanta en la población española de Ayerbe (Hoya de Huesca, provincia de Huesca, Aragón). El actual edificio se construyó a principios del siglo XVIII sobre una edificación anterior. 
Declarado Monumento Nacional en 1979, se encuentra en la actualidad protegido como Bien de Interés Cultural por su valor artístico y patrimonial. El Santuario también es conocido como La Capilla Sixtina del Alto Aragón, al presentar una rica de decoración pictórica en su interior.

## Historia
El Santuario de Nuestra Señora de Casbas está documentado desde el año 1341, así como su cofradía. En esta época, entonces, ya consta la existencia de una primera edificación de origen medieval dedicada al culto.
En 1640 se obró una segunda construcción, un templo, sobre la iglesia medieval existente. 
En el año 1704, el ayuntamiento de Ayerbe mandó demoler el templo, que se había construido menos de un siglo antes, para construir un nuevo edificio dedicado al culto y ampliar su capacidad; esta nueva iglesia se convertiría en el actual Santuario que aún se conserva. En 1719 se añadirán en su interior los elementos muebles. 
Durante los siglos XIX y XX, el Santuario será reformado en varias ocasiones; las reformas más notables serán: la creación de una galería en la segunda planta y la incorporación de una gran escalinata de acceso al templo. 
A finales del siglo XX, concretamente en la década de 1990, empezarían las obras de restauración. 
En el año 2012, el templo será cerrado al público por su mal estado de conservación y para iniciar, a su vez, obras de restauración exhaustivas. 
En el año 2017, concretamente el 4 de junio, el Santuario se reabrió al público, tras su intervención.
En el año 2021, la Justicia de Aragón otorga a la diócesis de Huesca la propiedad del Santuario tras un litigio con el ayuntamiento de la localidad. Esto provocará el desagrado de parte de la población de Ayerbe que reclamarán en 2022 la propiedad. Hoy en día la causa está abierta.

## Descripción

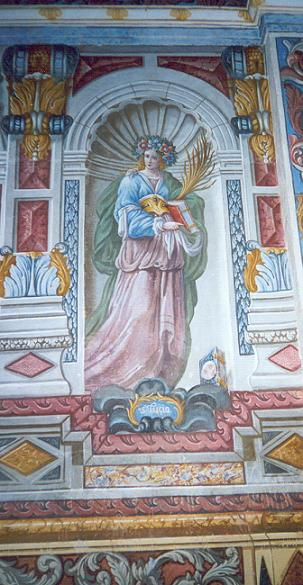
Uno de los frescos, mostrando a Santa Lucía

El conjunto monumental se localiza fuera del núcleo urbano de Ayerbe, cerca de la localidad de Losanglis. El Santuario, a su vez, se encuentra a pocos metros de la carretera y se puede acceder a él mediante coche o también a pie, por la gran escalinata de acceso. 
El actual Santuario consta de dos edificaciones diferenciadas y adosadas entre ellas: la iglesia y sus dependencias. 
La iglesia es de planta rectangular y presenta una sola nave. Es una edificación que mantiene una horizontalidad que no se interrumpe por ningún elemento arquitectónico relevante. 
El exterior de la iglesia está constituido por sillares de piedra y tiene gran relevancia, el pórtico de acceso; Esta estructura es de planta cuadrada y se accede a través de una gran arcada. Presenta una cubierta a dos aguas, con decoración barroca en cada extremo y una cruz central. En el interior del pórtico, justo encima de la puerta de acceso a la iglesia, hay una escultura de piedra de Jesús.
El interior de la iglesia consta de una nave central, como se ha referenciado anteriormente, de cuatro tramos y capilla mayor, separadas entre sí por una gran verja de la iglesia que se construyó en 1640. Como elemento arquitectónico relevante, se debe nombrar el coro (a un nivel superior) y en uno de sus laterales, cerca del altar mayor, se adosó un pequeño púlpito, barroco. El interior, además, está detalladamente decorado con pintura mural; en ellas se disponen las siguientes imágenes: en el lado del Evangelio (comenzando desde la cabecera), san Lucas, san Mateo, san Pedro, san Pablo, san José, santa Elena, san Valero, san Felipe Neri, san Antonio Abad y san Quílez. En el muro opuesto, san Juan, san Marcos, san Joaquín, Cristo crucificado, santa Ana, la Fe Ciega, santa Leticia, san Francisco y Santa Lucía.
Las dependencias rodean parte del templo, tienen dos plantas y presentan una galería con arcadas (galería añadida en el siglo XIX). De este edificio destaca su sistema constructivo a partir de sillares y su gran arcada de acceso. Tiene la función de: vivienda del santero, estancias para los romeros y recepción de visitantes. 
Destaca el retablo mayor de estilo barroco, del siglo XVIII, dedicado a la Virgen (Nuestra Señora de Casbas). Presenta un camarín, en su cuerpo central, donde se localiza una réplica de la Virgen (la original se encuentra en la Iglesia de San Pedro de Ayerbe, por motivos de seguridad).

## Festividad
Cada primer domingo de junio, de forma anual, se realiza una romería en el Santuario. Esta procesión es una acción de gracias a la Virgen, que el 1 de junio de 1640, acabó con la sequía que azotaba la zona. Esta festividad empieza el día anterior con una verbena y continua el domingo, con la repartición de la caridad de torta y vino al finalizar la misa.
También, cada 8 de septiembre se realiza misa para los cofrades. 